# Rallye de Rideau Lakes
Le Rallye de Rideau Lakes fut une compétition internationale de rallyes, organisée à la mi-octobre au milieu des forêts canadiennes, à Smiths Falls, en Ontario, deux semaines après l'autre grande épreuve nord-américaine alors du WRC, le Rallye Press on Regardless.

## Histoire
Antérieurement compétition TSD (longues distances), la première édition avec épreuves spéciales de ce rallye ontarien fut organisée en 1972 par le Silver Lake Rally Club (sous le nom de Rallye de Silver Lake alors, ou encore de Golden Triangle Rally (remporté une fois par Walter Boyce et Doug Woods)), un club local créé dans les années 1960, la seconde l'étant en la présence de Bo Hellberg, le chef compétiteur de chez Saab; dans la foulée arriva le visa favorable d'agrément FIA.
En 1974 (unique année sous l'égide de la FIA), il consista en 40 épreuves spéciales sur 228 km de revêtements gravier/terre/neige, réparties sur un parcours total de 1584 km (19 coureurs terminant l'expérience, sur 51 engagés). Les Lancia réalisèrent un doublé, grâce à Simo Lampinen (également futur second du Rallye du Canada WRC en 1977) associé à John Davenport sur sa Lancia Beta Coupé. Le Canadien Walter Boyce (seul pilote de son pays à remporter une épreuve du WRC, au Press-on-Regardless Rally de 1973), terminant sur la troisième marche du podium avec sa Toyota Celica, associé au Britannique Stuart Gray.
Ce rallye fut définitivement annulé en 1975 pour des raisons budgétaires, en partie à cause de la crise financière pétrolière de l'époque, mais son organisation exemplaire resta cependant marquante pour la mise en œuvre des compétitions ultérieures du championnat de rallye canadien.

## Palmarès de la3eéditionen étapes courtes (WRC)
| Année | Vainqueur     | Copilote       | Voiture           |
| ----- | ------------- | -------------- | ----------------- |
| 1974  | Sandro Munari | Mario Mannucci | Lancia Stratos HF |

(Directeur de course: Doug Woods)